# Шёберг, Густав-Адольф
Густав-Адольф Шёберг (швед. Gustav-Adolf Sjöberg; 22 марта 1865, Сёдерфорс — 31 октября 1937, Чолсва) — шведский стрелок, призёр летних Олимпийских игр.
На летних Олимпийских играх 1908 в Лондоне Шёберг соревновался стрельбе из винтовки на 300 метров и стал вторым среди команд и четвёртым среди отдельных спортсменов.